# G-белки

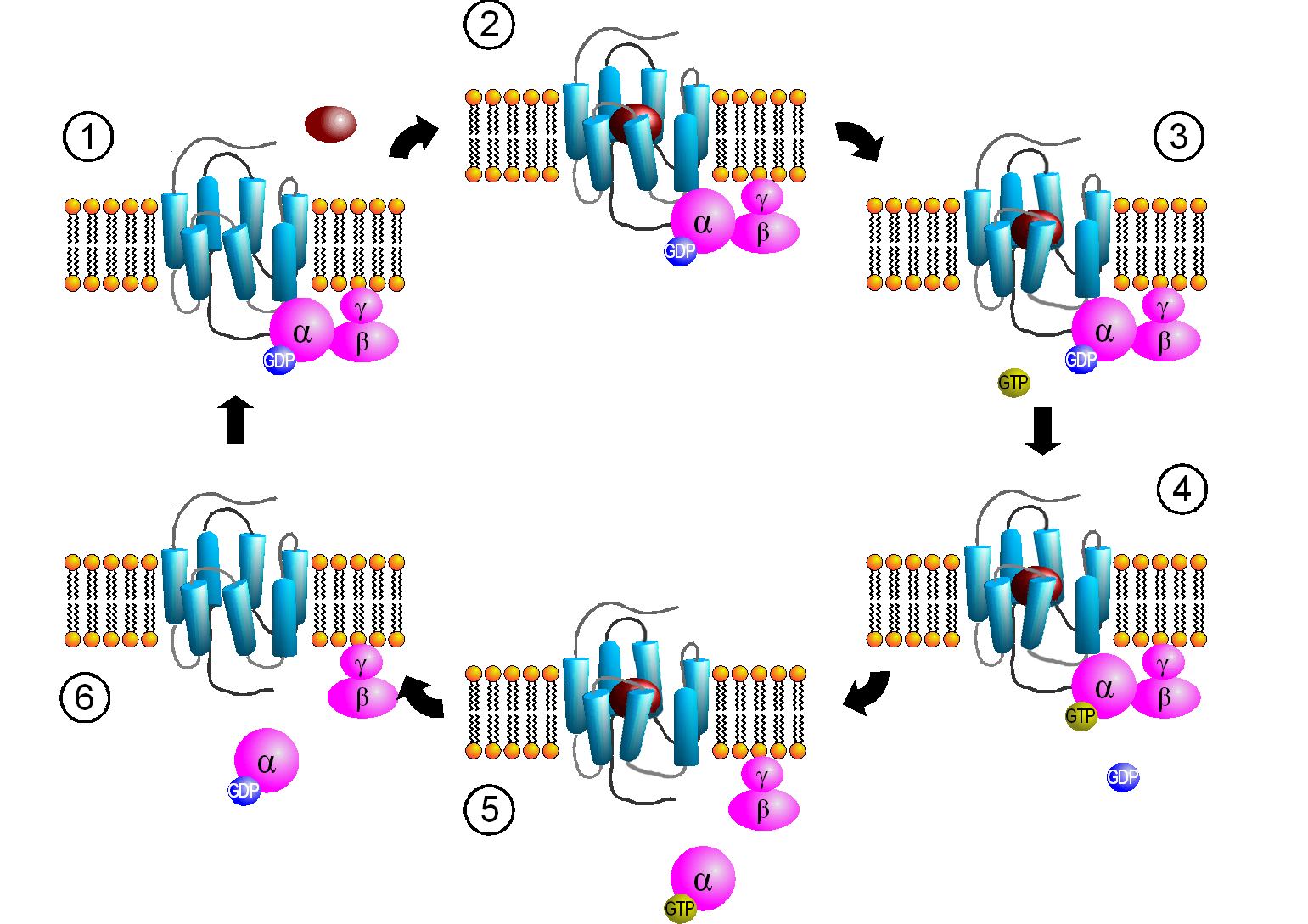
Цикл активации G-белка под действием G-белок-связанного рецептора.

G-белки (англ. G proteins) — это семейство белков, относящихся к ГТФазам и функционирующих в качестве вторичных посредников во внутриклеточных сигнальных каскадах. G-белки названы так, поскольку в своём сигнальном механизме они используют замену GDP на GTP как молекулярный функциональный «выключатель» для регулировки клеточных процессов. 

## История
G-белки были обнаружены и исследованы Альфредом Гилманом и Мартином Родбеллом, которые получили за это открытие Нобелевскую премию по физиологии и медицине 1994 года.

## Типы G-белков
G-белки делятся на две основных группы — гетеротримерные («большие») и «малые». Гетеротримерные G-белки — это белки с четвертичной структурой, состоящие из трёх субъединиц: альфа(α), бета (β) и гамма (γ). Малые G-белки — это белки из одной полипептидной цепи, они имеют молекулярную массу 20—25 кДа и относятся к суперсемейству Ras малых ГТФаз. Их единственная полипептидная цепь гомологична α-субъединице гетеротримерных G-белков. Обе группы G-белков участвуют во внутриклеточной сигнализации. 

### Гетеротримерные G-белки
У всех гетеротримерных G-белков сходный механизм активации: они активируются при взаимодействии со специфическими рецепторами, сопряженными с G-белками, при этом обменивая ГДФ на  ГТФ и распадаясь на α- и βγ-субъединицы. α-субъединица, связанная с ГТФ, воздействует на следующее звено в цепи передачи сигнала. βγ-субъединица также может вызывать собственные эффекты. Инактивация G-белков происходит в результате медленного гидролиза ГТФ до ГДФ α-субъединицей, после чего происходит реассоциация (объединение) субъединиц.

### Некоторые G-белки и их функции
Gs  – сопряжение возбуждающих рецепторов с аденилатциклазой;
Gi – сопряжение тормозных рецепторов с аденилатциклазой;
Go – сопряжение рецепторов с ионными каналами;
Gq – сопряжение рецепторов, активирующих  фосфолипазу C.

## Белки-помощники G-белков
В работе многих G-белков участвуют вспомогательные белки. GAPs (GTPase Activating Proteins, белки-активаторы ГТФазной активности) ускоряют гидролиз ГТФ, ускоряя инактивацию  G-белков. Особенно важна функция GAPs  для малых G-белков, так как альфа-субъединицы гетеротримерных G-белков часто сами обладают достаточной ГТФ-азной активностью. К GAP-белкам относятся белки семейства RGS. 

GEFs (Guanine nucleotide Exchange Factors, факторы обмена гуаниловых нуклеотидов), ускоряют обмен ГДФ на ГТФ и таким образом активируют G-белки. Обычно для G-белка GEF-ом служит активированный лигандом рецептор, однако в некоторых случаях белки AGS (Activator of G-protein Signaling, активаторы передачи сигнала G-белками) могут активировать G-белок независимо от воздействия на него рецептора.

## Внешние ссылки
- G-белки: введение